# Cité scolaire internationale Honoré-de-Balzac
Pour l’article homonyme, voir Lycée Balzac (Tours).
Pour les articles homonymes, voir Cité scolaire internationale et Balzac.
Le lycée-collège international de Paris – Honoré-de-Balzac (cité scolaire) est un établissement public local d'enseignement situé à Paris, à côté de la Porte de Clichy, dans le 17e arrondissement (quartier des Épinettes) et s'étend sur 5 hectares, ce qui en fait le plus grand lycée de Paris.
La cité scolaire est composée d'un collège (international), d'un lycée (international), de classes préparatoires scientifiques et littéraires ainsi que de deux BTS. De plus, le lycée accueille depuis le 4 janvier 2016 la première classe « Avenir, Unité d'Enseignement pour Adolescents Autistes » au sein d'un lycée en France.
L'établissement est également un des membres du GRETA METEHOR Paris, organisme public chargé de la formation continue des salariés et des demandeurs d'emploi. Les formations continues dispensées sont les BTS en alternance de : Commerce International, assistant Manager et assistant de Gestion PME-PMI ainsi que la formation en CIF Assistant export,.
L'établissement porte le nom du célèbre écrivain français Honoré de Balzac. Il a laissé l'une des plus imposantes œuvres romanesques de la littérature française, avec plus de quatre-vingt-dix romans et nouvelles parus de 1829 à 1855, réunis sous le titre La Comédie humaine.

## Formations
Le lycée international Honoré-de-Balzac regroupe six sections internationales : anglaise, allemande, espagnole, portugaise, arabe et italienne. Sur le campus de Balzac se trouvent une piscine, plusieurs grands gymnases et une piste d’athlétisme. Le lycée est desservi par la station de métro Porte de Clichy.
C'est un des rares lycées publics situés à Paris qui possèdent des classes internationales ouvertes aux élèves qui maîtrisent parfaitement une langue étrangère. À Balzac il y a des sections internationales suivantes : allemand, anglais, espagnol, arabe, portugais et italien. À ces classes s'ajoutent les classes traditionnelles. Les élèves viennent des alentours, de tout Paris et de l'étranger. Les élèves admis dans la filière « international » passent un bac général avec mention « international » (OIB) : épreuves de littérature et d'histoire/géographie dans la langue de section, en plus des épreuves habituelles (attention : l'OIB deviendra le BFI, "Bac français international", dès le bac 2023-2024). Il s'agit du même principe pour le brevet, avec mention « international ».
Les diplômes préparés par les différentes formations sont :
- le diplôme national du brevet (1er cycle de l'enseignement secondaire ) ;
- le baccalauréat général et technologique, avec ou sans mention internationale, pour les filières S, ES, L et STMG (2d cycle de l'enseignement secondaire ) ;
- le brevet de technicien supérieur pour les filières CGO et CI (post-bac).

Les classes préparatoires préparent à des concours d'entrée :
- le concours des grandes écoles littéraire et scientifique (enseignement supérieur : scolarité validable en vue d'une licence).

Formation continue :
- Le GRETA délivre des formations continue dans le domaine du commerce pour les salariés et les demandeurs d'emploi.

## Histoire
À l'instar du lycée Paul-Valéry du boulevard Soult (12e arrondissement), le lycée Honoré-de-Balzac a été bâti sur une partie des anciennes fortifications de l’enceinte de Thiers. Il est construit sur une période s'étalant de 1951 à 1975 et son architecte est Jean-Pierre Paquet. Plusieurs sculptures de Karl-Jean Longuet y ont été installées dans les années 1950 et 1960. Jusqu’en 1955, l’établissement était une annexe du lycée Jules-Ferry, sous le nom d’Annexe Bessières ; il était dirigé par un censeur, adjoint à la directrice du lycée Jules-Ferry.

## Initiatives pédagogiques et technologiques

### Années 1970
En 1975, dans un objectif ministériel novateur d'initiation à l'informatique des élèves et enseignants intéressés, le lycée Honoré-de-Balzac, à Paris, fut éligible à l'opération dite « Expérience des 58 lycées » : utilisation de logiciels et enseignement du langage de programmation LSE, en club informatique de lycée,, pour 58 établissements de l’enseignement secondaire. À cet effet, dans une première phase, quelques professeurs du lycée, enseignants de diverses disciplines, furent préalablement formés à la programmation informatique. Puis, dans une seconde phase, l'établissement fut doté d'un ensemble informatique en temps partagé comprenant initialement : un mini-ordinateur français Télémécanique T1600 avec disque dur, lecteur de disquettes 8 pouces, plusieurs terminaux écrans claviers Sintra TTE, un téléimprimeur Teletype ASR-33 (en) et le langage LSE implémenté ; tout ceci ayant permis de mettre en œuvre sur le terrain cette démarche d'avant-garde, avec du matériel informatique ultra-moderne pour l'époque.

## Infrastructure et équipement
C'est le plus grand lycée de Paris (intra-muros), ce qui lui permet de posséder de nombreux équipements.
Ses deux ailes sont séparées par un bâtiment central qui accueillent :
- 140 salles de cours réparties en deux bâtiments (l’un le collège, l’autre le lycée et les classes post-bac) ;
- des laboratoires de sciences physiques et biologiques ;
- deux laboratoires de langues ;
- de nombreuses salles d’informatique ;
- deux salles audiovisuelles ;
- une salle des fêtes ;
- trois centres de documentation et d’information (CDI) dont un international ;
- une médiathèque ;
- un restaurant scolaire.

Le complexe sportif est unique pour un lycée dans l’académie de Paris (grâce à la superficie du lycée) et comprend :
- une piscine ;
- quatre gymnases ;
- des pistes d’athlétisme, des terrains de hand-ball, de basket-ball et de volley-ball, etc.

## Projets et développement

### La cité scolaire
La politique du lycée pour les années à venir est la création d’autres sections internationales afin d’avoir des élèves venant du plus d’horizons différents possibles.

### Le secteur
Le lycée se situe dans un secteur en pleine mutation. Ainsi, la nouvelle cité judiciaire de Paris, inaugurée le 16 avril 2018, se situe juste en face de la cité scolaire. Les transports en commun desservent le quartier, avec le RER C, la ligne 13 et la ligne 14 du métro (dans le cadre du Grand Paris), cette dernière prolongée depuis janvier 2021. La cité scolaire jouxte également une station du tramway T3b depuis le prolongement de la ligne, prolongement inauguré le 24 novembre 2018.

## Classement

### Classement du lycée
En 2016, le lycée se classe 28e sur 110 au niveau de l'académie de Paris (niveau départemental) quant à la qualité d'enseignement, et 144e sur 2 277 au niveau national selon l'Express.
Le classement s'établit sur trois critères : le taux de réussite au bac, la proportion d'élèves de première qui obtient le baccalauréat en ayant fait les deux dernières années de leur scolarité dans l'établissement et la valeur ajoutée (calculée à partir de l'origine sociale des élèves, de leur âge et de leurs résultats au diplôme national du brevet).
Taux de réussite au baccalauréat par série, en 2017 :
| Série            | S    | ES   | L     | STMG |
| ---------------- | ---- | ---- | ----- | ---- |
| Taux de réussite | 94 % | 90 % | 100 % | 91 % |

### Classement des CPGE
Le classement national des classes préparatoires aux grandes écoles (CPGE) se fait en fonction du taux d'admission des élèves parmi un panier de 4 à 1 grandes écoles.
En 2018, L'Étudiant donnait le classement suivant pour les concours de 2017 :
| Filière    | Élèves admis dans une grande école* | Taux d'admission* | Taux moyen sur 5 ans* | Classement national | Évolution sur un an |
| ---------- | ----------------------------------- | ----------------- | --------------------- | ------------------- | ------------------- |
| Khâgne LSH | 0 / 43 élèves                       | 0 %               | 1 %                   | 27e ex æquo sur 73  | =                   |
| PC / PC*   | 0 / 28 élèves                       | 0 %               | 0 %                   | 34e ex æquo sur 106 | =                   |

## Anciens élèves célèbres
- Daniel Darc (né Daniel Rozoum, 1959-2013), chanteur rock.
- Mathieu da Vinha (1976-), historien.
- Catherine Ringer, chanteuse des Rita Mitsouko.
- Julien Dray, homme politique.
- Jean-Marie Salamito, spécialiste de l'histoire du christianisme antique.
- Stacy Martin, actrice franco-britannique.
- Michel Field, journaliste.
- Jeanne-Louise Djanga, poète et romancière